# Велин Георгиев
Велин Йосифов Георгиев е български поет и публицист.

## Биография
Роден е на 21 ноември 1933 година в горноджумайското село Крупник. Завършва журналистика и работи в различни медии - вестник „Патриот“, „Звезда“ - Кюстендил, „Пиринско дело“ - Благоевград, Радио Благоевград, Радио София, списание „Съвременен показател“ и други. Георгиев пише поезия и публицистика, както и стихове за деца. Член е на Съюза на българските писатели (1985) и Съюза на българските журналисти. В 1994 година създава и ръководи Националния литературен салон „Старинният файтон“. В 2002 година получава наградата „Георги Братанов“.
Велин Георгиев умира на 85 години на 14 май 2019 г.

## Творчество
- „Тук съм“ (1972),
- „Присъствена книга“,
- „Душа на кръста“ (1994),
- „Птичка божия“ (1995),
- „Кръчма“ (1995),
- „Път на мравката“ (стихове за деца, 1996),
- „Баладично завръщане“ (1997),
- „Живот с неродена“ (1998),
- „Не“ (1998),
- „Адски камък“ (1999),
- „Файтонът с пегасите“ (2000),
- „Видовден“ (2001),
- „Шок“ (2002),
- „Акт“ (2003),
- „Атавизъм. Следописи“ (2003),
- „Белязано дърво“ (избрана лирика, 2003),
- „Черна кутия“ (2005),
- „Анонимно човечество“ (2007),
- „Небесна колесница“ (2007),
- „Обърнати върхове“ (2008),
- „Време за апостоли“ (2008),
- „Песни от човека“ (2008),
- „Файтонът и неговите пеещи щурци“ (2009),
- „Часът на единака“ (2011).[1]